# Kraton sarmacki
Kraton sarmacki, Sarmacja – kraton stanowiący obecnie południową część większego kratonu wschodnioeuropejskiego.
Kraton sarmacki jest zbudowany z kilku masywów archaicznych, powstałych w okresach 3,7-2,9 mld lat temu, 3,2-3,0 mld lat temu i około 2,7 mld lat temu. Masywy te zostały połączone w toku ruchów górotwórczych w okresie 2,3-2,1 mld lat temu. Cokół kratonu zawiera skały o wieku 3,7-2,8 mld lat. Północno-zachodni skraj kratonu zawiera szeroki kontynentalny łuk wulkaniczny sprzed 2,0 mld lat.
Powstały w karbonie aulakogen dnieprowsko-doniecki podzielił kraton sarmacki na część południowo-zachodnią – tarczę ukraińską i północno-wschodnią – anteklizę woroneską, rozdzielone doniecką strukturą fałdową.
Około 2 mld lat temu Sarmacja zderzyła się z płytą bałtycką (Fennoskandią). W wyniku kolizji doszło do zespolenia tych jednostek i powstania kratonu wschodnioeuropejskiego.